# Élections municipales de 2013 en Estrie
Les élections municipales québécoises de 2013 se déroulent le 3 novembre 2013. Elles permettent d'élire les maires et les conseillers de chacune des municipalités locales du Québec, ainsi que les préfets de quelques municipalités régionales de comté.